# Ente Ospedaliero Ospedali Galliera

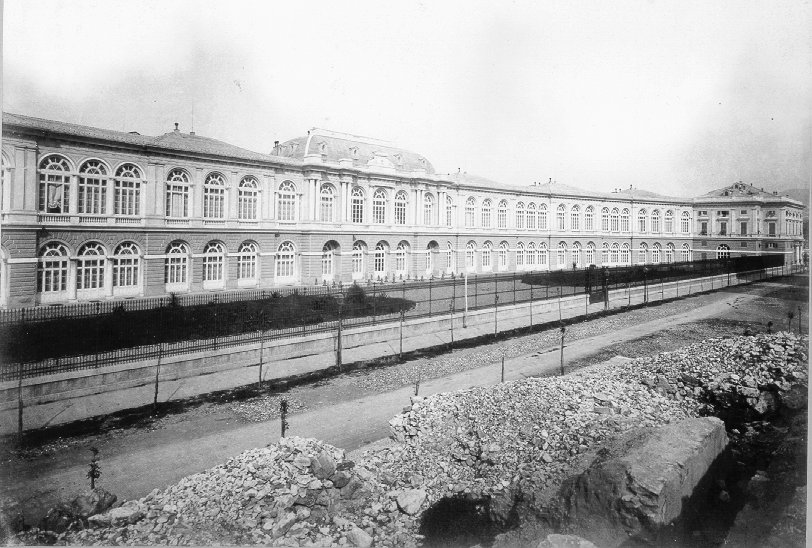
Die Klinik S. Andrea (Teil der Ospedali Galliera) bei ihrer Eröffnung 1888

Das Ente Ospedaliero Ospedali Galliera (deutsch: Krankenhausgesellschaft Kliniken Galliera), oft auch einfach Ospedale Galliera, ist einer der drei großen Krankenhausbauten der italienischen Hafenstadt Genua; die beiden anderen der ligurischen Hauptstadt sind das Ospedale San Martino und das Istituto Giannina Gaslini. Das Krankenhaus Galliera liegt im zentralen Stadtviertel Carignano in der Nähe des Messegeländes. Sein Präsident ist der Erzbischof pro tempore, wenngleich die Leitung praktisch in den Händen des Generaldirektors beziehungsweise des Verwaltungsdirektors und des Direktors für das Gesundheitswesen liegt.